# بخش سن-دیه-ده-ووسگه
بخش سن-دیه-ده-ووسگه (به فرانسوی: Arrondissement de Saint-Dié-des-Vosges) یک بخش در فرانسه است که در ووژ واقع شده‌است.